# Slankbadis
Slankbadis (Badis kanabos) är en fiskart som beskrevs av Kullander och Ralf Britz 2002. Slankbadis ingår i släktet Badis och familjen Badidae. IUCN kategoriserar arten globalt som otillräckligt studerad. Inga underarter finns listade i Catalogue of Life.